# 토핑 아웃

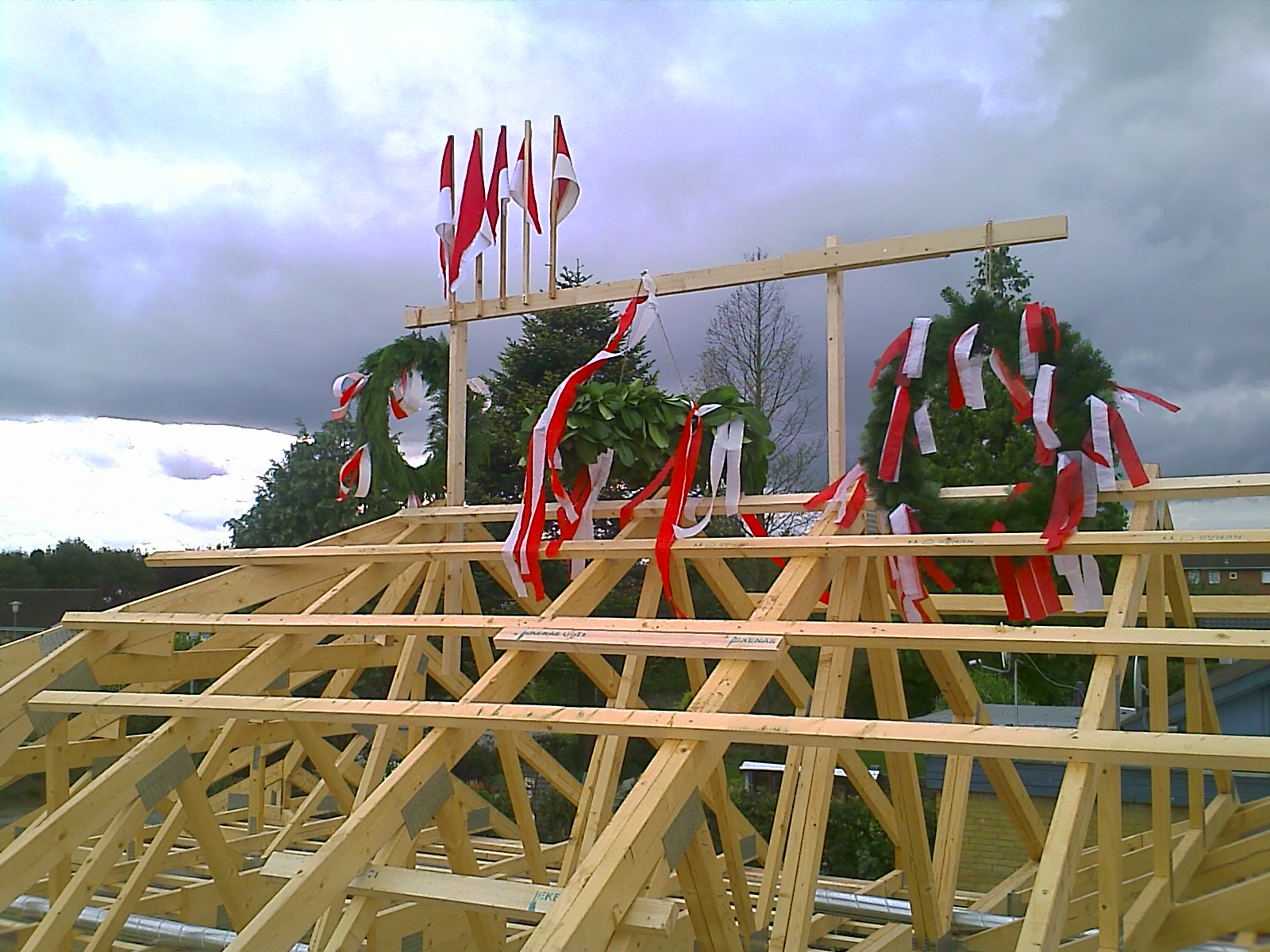
덴마크 남부의 토핑 아웃

건물 건축에서 토핑 아웃(때로는 토핑 오프라고도 함, 상량식)은 마지막 빔 (또는 그와 동등한 것)이 건설 중 구조물 상부에 위치할 때 전통적으로 개최되는 건축업자의 의식이다. 요즘, 행사는 종종 홍보 목적으로 미디어 행사에 맞춰져 있다. 이후 의식이 있건 없건간에 건물의 구조를 더 일반적으로 마무리한다는 의미로 왔다.

## 같이 보기
- 기공식
- 개회식